# Schatjes!
Schatjes! é um filme de drama neerlandês de 1984 dirigido e escrito por Ruud van Hemert. Foi selecionado como representante dos Países Baixos à edição do Oscar 1985, organizada pela Academia de Artes e Ciências Cinematográficas.

## Elenco
- Peter Faber - John Gisberts
- Geert de Jong - Danny Gisberts
- Akkemay Elderenbos - Madelon Gisberts
- Frank Schaafsma - Thijs Gisberts
- Pepijn Somer - Jan-Julius Gisberts
- Olivier Somer - Valentijn Gisberts
- Rijk de Gooijer - Pete Stewart
- Erik Koningsberger - Dennis
- Arie van Riet - John Wyatt